# Torsten Bruce

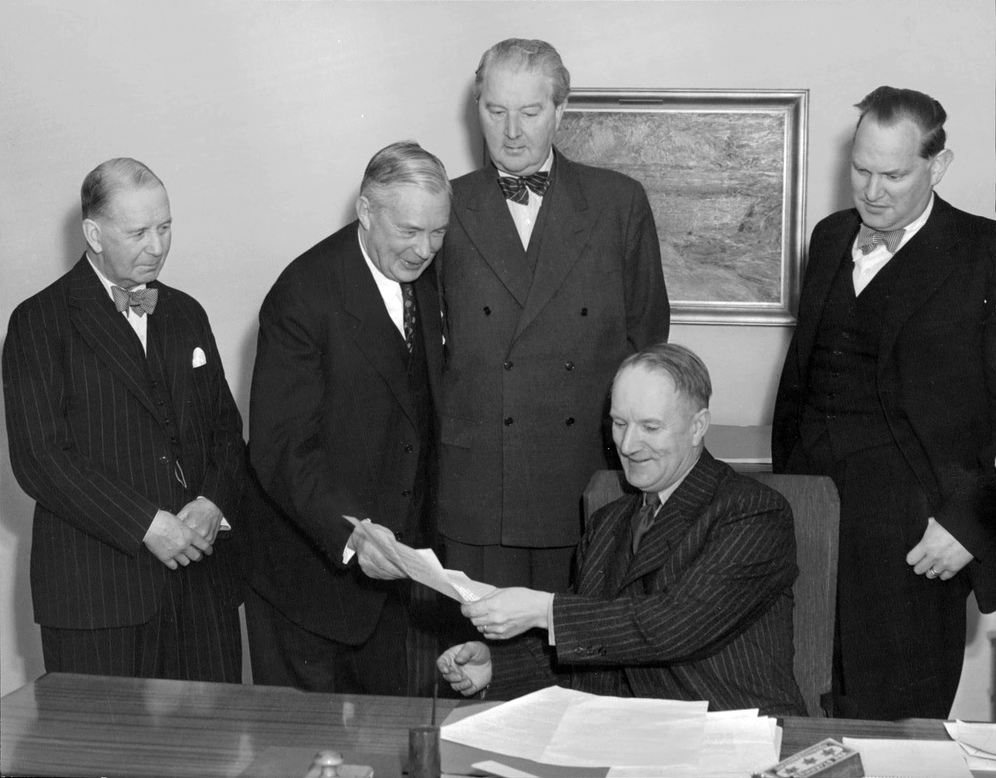
Torsten Bruce (längst till höger) och tre andra läkare uppvaktar inrikesminister Gunnar Hedlund.

N E Torsten Bruce, född 1906 i Burlöv, död 1994, var en svensk lungläkare och överläkare på Söderby sjukhus.
Torsten Bruce avlade med.kand.-examen 1927 och med.lic.-examen 1933, disputerade 1942 och blev 1943 docent i medicin, allt vid Karolinska institutet. Han erhöll 1967 professors titel. Hans avhandling om silikos (stendammlunga) som svensk yrkessjukdom var ett pionjärarbete. Bruce blev en obestridd auktoritet beträffande yrkessjukdomar i lungorna och medlem i Centrala bedömningsnämnden för dammlunga. I sin kliniska verksamhet kom Bruce att främst ägna sig åt tuberkulos och den stora betydelse som kemoterapin mot den fick. Han var överläkare och styresman vid Söderby sjukhus, landets största sanatorium, under åren 1946 till 1973.